# استبان لپاول
استبان لپاول (به فرانسوی: Esteban Lepaul) (متولد ۱۸ آوریل ۲۰۰۰) یک بازیکن فوتبال حرفه‌ای فرانسوی است که به عنوان مهاجم برای باشگاه لیگ یکی آنژه بازی می‌کند.

## اوایل دوران حرفه‌ای
لپاول دوران جوانی خود را با بازی در تیم‌های بالدنهیم، کلمار و نانسی آغاز کرد و سپس در سال ۲۰۱۵ به آکادمی فوتبال لیون پیوست.

## عملکرد باشگاهی
در اوت ۲۰۲۰، لپاول به باشگاه اپینال در لیگ ملی ۲ پیوست. او پس از ۸ بازی ۵ گل به ثمر رساند، پیش از آنکه فصل به دلیل همه‌گیری کووید ۱۹ در فرانسه لغو شود.
در ژوئیه ۲۰۲۱، لپاول با امضای قراردادی دو ساله به اورلئان در لیگ ملی فرانسه پیوست. او پس از ۵۶ بازی برای این باشگاه، ۱۰ گل به ثمر رساند.
در ۵ ژوئیه ۲۰۲۳، لپاول به اپینال بازگشت، که اکنون به لیگ ملی ارتقا یافته است. او پس از ۱۶ بازی ۱۲ گل به ثمر رساند و به این ترتیب بهترین گلزن نیمه اول فصل ۲۴–۲۰۲۳ این لیگ شد.
در ۲۵ ژانویه ۲۰۲۴، لپاول با مبلغ ۱۵۰،۰۰۰ یورو به تیم آنژه در لیگ ۲ پیوست و قراردادی تا ژوئن ۲۰۲۷ با این باشگاه امضا کرد.

## زندگی شخصی
فابریس لپاول، پدر استبان لپاول، نیز یک بازیکن فوتبال حرفه‌ای بود. فابریس لپاول در ۲۳ مه ۲۰۲۰ در یک تصادف رانندگی درگذشت.